# Jiangxi International Women's Tennis Open 2016
Jiangxi International Women's Tennis Open 2016 — професійний тенісний турнір, що проходив на кортах з твердим покриттям. Це був 3-й за ліком турнір. Належав до категорії International у рамках Туру WTA 2016. Відбувся в Наньчані (Китай). Тривав з 1 до 7 серпня 2016 року.

## Очки і призові

### Нарахування очок
| Дисципліна       | П   | Ф   | ПФ  | ЧФ | 1/8 | 1/16 | Q   | Q2  | Q1  |
| Одиночний розряд | 280 | 180 | 110 | 60 | 30  | 1    | 18  | 12  | 1   |
| Парний розряд    | 280 | 180 | 110 | 60 | 1   | Н/Д  | Н/Д | Н/Д | Н/Д |

### Призові гроші
| Дисципліна       | П       | Ф       | ПФ      | ЧФ     | 1/8    | 1/16   | Q2     | Q1   |
| Одиночний розряд | $43,000 | $21,400 | $11,500 | $6,175 | $3,400 | $2,100 | $1,020 | $600 |
| Парний розряд    | $12,300 | $6,400  | $3,435  | $1,820 | $960   | Н/Д    | Н/Д    | Н/Д  |

## Учасниці основної сітки в одиночному розряді

### Сіяні пари
| Країна   | Гравчиня           | Рейтинг1 | Сіяна |
| -------- | ------------------ | -------- | ----- |
| Польща   | Магда Лінетт       | 86       | 1     |
| Японія   | Курумі Нара        | 91       | 2     |
| Італія   | Франческа Ск'явоне | 107      | 3     |
| Хорватія | Донна Векич        | 109      | 4     |
| КНР      | Чжан Кайлінь       | 112      | 5     |
| США      | Ваня Кінґ          | 120      | 6     |
| Японія   | Одзакі Ріса        | 126      | 7     |
| КНР      | Хань Сіньюнь       | 127      | 8     |
| Болгарія | Еліца Костова      | 131      | 9     |

- Рейтинг подано станом на 25 липня 2016.

### Інші учасниці
Нижче наведено учасниць, які отримали вайлдкард на участь в основній сітці:
- Лу Цзяцзін
- Ян Чжаосюань
- Чжен Ушуан
- Чжан Юсюань

Гравчиня, що потрапила в основну сітку завдяки захищеному рейтингові:
- Тереза Мрдежа

Нижче наведено гравчинь, які пробились в основну сітку через стадію кваліфікації:
- Ніча Летпітаксінчай
- Лу Цзінцзін
- Намігата Дзюнрі
- Пеангтарн Пліпич
- Сторм Сендерз
- Чжан Їн

Гравчиня, що потрапила в основну сітку як щасливий лузер:
- Han Na-lae

### Знялись з турніру
До початку турніру
- Заріна Діяс → її замінила  Еліца Костова
- Магда Лінетт → її замінила  Han Na-lae
- Катерина Сінякова → її замінила  Даніела Гантухова
- Ван Цян → її замінила  Марина Мельникова

## Учасниці основної сітки в парному розряді

### Сіяні пари
| Країна | Гравчиня     | Країна | Гравчиня       | Рейтинг1 | Сіяна |
| ------ | ------------ | ------ | -------------- | -------- | ----- |
| КНР    | Ван Яфань    | КНР    | Ян Чжаосюань   | 123      | 1     |
| Японія | Аояма Сюко   | Японія | Ніномія Макото | 154      | 2     |
| КНР    | Хань Сіньюнь | КНР    | Чжан Кайлінь   | 180      | 3     |
| Японія | Мію Като     | Японія | Курумі Нара    | 219      | 4     |

- Рейтинг подано станом на 25 липня 2016.

### Інші учасниці
Нижче наведено пари, які отримали вайлдкард на участь в основній сітці:
- Chang Kai-Chen /  Дуань Інін
- Сунь Цзіюе /  Чжу Айвень

## Переможниці та фіналістки

### Одиночний розряд
- Дуань Інін —   Ваня Кінґ 1-6, 6-4, 6-2

### Парний розряд
- Лян Чень /  Лу Цзінцзін —  Аояма Сюко /  Ніномія Макото, 3–6, 7–6(7–2), [13–11]